# یوجین فاما
فرانسیس یوجین "ژن" فاما (به انگلیسی: Eugene Francis "Gene" Fama) (زاده ۱۴ فوریه ۱۹۳۹)، یک اقتصاددان آمریکایی، شناخته شده برای کار خود در زمینه‌های نظری و تجربی تئوری پورت‌فولیو و نیز تئوری قیمت گذاری دارایی‌ها است. او به همراه دو اقتصاددان آمریکایی دیگر رابرت جی. شیلر و لارس پیتر هانسن برنده جایزه نوبل اقتصاد در سال ۲۰۱۳ شدند.
هفته نامه تجارت فردا چاپ تهران در هشتادو یکمین شماره با یوجین فاما گفتگو کرد.او در این گفتگو در مورد آینده نظام بانکی ایران هشدار داده است.

## آثار
فاما یکی از بزرگان مالی است که به تنهایی بیش از ۱۰۰ مقالهٔ معتبر در حوزة مالی منتشر کرده‌است. در اولین شمارة مجله بررسی‌های مالی و سرمایه‌گذاری مصاحبه جالبی با او به چاپ رسیده‌است. در زیر مآخذی معرفی می‌شوند که به‌طور مفصل به بررسی آثار او می‌پردازند:
- آثار فاما در سری مقالات پژوهشی علوم‌اجتماعی (SSRN)
- آثار فاما در فهرست جامع مقالات اعضای هیئت‌علمی GSB